# 2664 Everhart
2664 Everhart (1934 RR) là một tiểu hành tinh vành đai chính được phát hiện ngày 7 tháng 9 năm 1934 bởi Reinmuth, K. ở Heidelberg.